# ポラリス (三澤紗千香のアルバム)
『ポラリス』は、日本の声優・三澤紗千香のミニアルバム。2013年2月20日にワーナー・ホーム・ビデオから発売された。本アルバムに収録された楽曲は、アニメ映画『劇場版 とある魔術の禁書目録 -エンデュミオンの奇蹟-』で三澤が演じるキャラクター・鳴護アリサの劇中歌として用いられた。

## 背景
2013年2月23日に公開されたアニメ映画『劇場版 とある魔術の禁書目録 -エンデュミオンの奇蹟-』はライトノベル作品『とある魔術の禁書目録』をはじめとする作品群「とあるシリーズ」では初の映画化作品でアニメオリジナルのストーリーで構成される作品となっており、テーマの1つとして歌を取り上げた内容となっている。作中では歌手を目指すキャラクター・鳴護アリサが自身のデビュー・ライブで劇中歌を披露するパフォーマンスが描かれる。
映画監督を務めた錦織博が鎌池和馬によるストーリー原案を基にしてまず作品のイメージを構成した。錦織は作品の中に劇中歌を組み込むことによって滑稽な内容とならないこと・劇中歌が「とあるシリーズ」の世界観に溶け込むことを目指して、これまで劇中歌を含む作品を数多く手掛けてきた脚本家の吉野弘幸に脚本制作を依頼した。吉野にとって本映画は同シリーズのなかで初めて制作に携わった作品であり、錦織のもつ作品イメージに合わせて吉野が劇中歌の方向性を提案している。「とあるシリーズ」のテレビアニメ作品では音楽制作集団のI'veから楽曲提供を受けており、『劇場版 とある魔術の禁書目録 -エンデュミオンの奇蹟-』においてもその流れを汲む形でI'veに制作を依頼し、映画制作側は劇中歌として成り立つような楽曲を発注している。劇中歌を歌うキャラクター・鳴護アリサの声優と歌唱を務める役者を別々とする方針も先に検討されたが、前述のように映画が歌に重きを置いた内容のため、両方をこなせる三澤紗千香がキャストとして抜擢された。

## 制作
劇中歌の制作は2012年8月頃から開始され、楽曲「telepath〜光の塔〜」を先頭に収録が行われた。レコーディングではアニメ制作側がキャラクター性について大まかな指示を行い、そこに三澤の思うようなパフォーマンスを盛り込むよう依頼している。「telepath〜光の塔〜」は作詞を行った川田まみがデモテープの歌唱を担当し、三澤は川田や作・編曲を担当した井内舞子とやり取りしながら自分らしい表現に落とし込んで収録に臨んだ。アルバム2・3曲目の「アタリマエの距離」・「Brand New Bright Step」はともにfu mouが作・編曲を行っており、三澤は収録の場でfu_mouと相談して楽曲のイメージを固めた上で歌っている。4曲目の「グローリア」は三澤が作・編曲の井内と話し合って特に感情表現を重視して収録された。6曲目「OVER (ARISA ver.)」では三澤が祈るようなイメージで歌っており、あまり聴きなれない英単語があるためレコーディングに苦労したと語っている。また、テンポの遅い楽曲のため、詞の内容が途切れることなく伝わるように歌い方を試行錯誤している。
アルバム『ポラリス』全体の収録曲に関して、三澤は映画のタイアップ作品であることに難しさを感じ、複数回レコーディングに挑戦したり、歌唱表現に悩んだりと収録には苦労したものの「とても気持ちよく歌うことができました」と語っている。歌には三澤の演じたキャラクターのイメージと三澤自身を重ねて表現されている。制作の段階で、三澤は6曲目を収録した最後のレコーディング日に初めてアルバムとしてリリースされることを知らされた。アルバムタイトルに起用された言葉「ポラリス」は北極星を指し、自分の表現したい内容を目指して収録を行った三澤の姿勢が反映されている。

## リリース・プロモーション
劇中歌全6曲が収録されたミニアルバム『ポラリス』はワーナー・ホーム・ビデオより2013年2月20日にリリースされた。三澤にとってはシングル「ユナイト」から半年後のリリースとなった。ミニアルバムには初回仕様として、本作の全曲をイメージした衣装を三澤が着こなしたスクールカレンダーが封入されている。アルバムに同封されたブックレット・店舗での購入特典として配布されたブロマイドにも、収録曲をイメージした衣装やウィッグを身にまとって撮影した三澤の姿がプリントされている。
また、アルバム発売から2ヵ月後の2013年4月21日にはトークショーを含むアルバムの発売記念イベントがアニメイト渋谷店にて行われ、三澤は収録曲「telepath〜光の塔〜」・「明日、晴れるかな」に加え、歌手としてのデビュー楽曲「ユナイト」を披露した。とりわけ、「明日、晴れるかな」は自身初めてのライブ・パフォーマンスとなった。収録曲のうち「telepath〜光の塔〜」・「明日、晴れるかな」・「OVER」は2016年9月28日に発売された三澤のベストアルバム『-INFINITE Selection-』にも収録された。

## アートワーク・構成
本アルバムには映画の世界観を反映した楽曲や登場キャラクターの日常をテーマとした楽曲などが収録され、ライブ感覚で楽しめるような作品に仕上がっている。アートワークは三澤紗千香と彼女が演じた鳴護アリサが並んだ構成となっており、風を受けた三澤がスカートと髪を棚引かせた格好になっている。
1曲目の「telepath〜光の塔〜」は4つ打ちで進行し高い音階で構成され、三澤はブレスの位置が難しい楽曲で、歌詞にはポジティブな内容が含まれる楽曲としている。続く「アタリマエの距離」・「Brand New Bright Step」は若い女の子をイメージしたキラキラした曲に仕上がっており、三澤は爽やかなイメージを抱きながら歌唱を行った。とくに「アタリマエの距離」は身近な人間に対する感謝の念が、「Brand New Bright Step」には励ましのメッセージが込められている。4曲目の「グローリア」は透明感のある曲で、歌詞には空をイメージした言葉が取り入れられており、高い音階が多分に含まれる。5曲目「明日、晴れるかな」は三澤によれば「夜空を見上げて、祈りを込めている乙女をイメージした曲」で、歌手として活躍するアリサではなく、ありのままの彼女の一面が描かれた楽曲となっている。歌詞「自分が埋もれそうで」のように視聴者を現実世界に立ち戻らせるようなメッセージを含んでいる。6曲目「OVER (ARISA ver.)」は前述のようにゆったりと進行し、三澤によれば「ふんわりした光りに包まれる感じ」の楽曲となっている。

## チャート成績と受容
『ポラリス』は2013年2月20日にCDアルバムとしてリリースされた後、オリコンアルバムチャートおよびBillboard JAPAN Top Albumsの2013年3月第1週付チャートランキングにおいてともに最高16位を記録した。オリコンのアルバムチャートでは2013年5月第1週まで10週連続で300位以内にチャートインしている。その後チャート圏外になるものの、同年9月第2週で164位に復帰し、翌週までチャートインを果たしている。アルバムの初回売上枚数は約5,550枚、累積売上枚数は約18,880枚とされている。
ぴあ株式会社が運営する情報サイト「ウレぴあ総研」のライター・中里キリは、『ポラリス』は映画のタイアップ作品であるため「歌と演技両面で彼女の魅力を知ることができるのは嬉しい」と評価し、キャラクターソングや歌手としての作品とは一風変わった立ち位置でパフォーマンスされた作品とした。
『劇場版 とある魔術の禁書目録 -エンデュミオンの奇蹟-』は英語の吹き替え版がリリースされており、鳴護アリサの声と歌を声優のメーガン・シップマン (Megan Shipman) が担当している。アニメ情報サイト・Anime News Networkのレビュアー、セロン・マーティン (Theron Martin) は英語の詞がたどたどしい点を指摘し、「彼女は演技パートでは良い仕事をしているが、歌唱の方はぱっとしない」("She does great in the speaking parts but is unimpressive in the singing")と述べ、劇中歌について「平凡なポップソングではあるものの些細な問題のうちの1つだ」("The unimpressive pop songs are one group of minor problems") とした。

## 収録曲
| #         | タイトル                  | 作詞       | 作曲      | 編曲      | 時間  |
| --------- | ------------------------- | ---------- | --------- | --------- | ----- |
| 1.        | 「telepath〜光の塔〜」    | 川田まみ   | 井内舞子  | 井内舞子  | 5:01  |
| 2.        | 「アタリマエの距離」      | fu_mou     | fu_mou    | fu_mou    | 5:09  |
| 3.        | 「Brand New Bright Step」 | fu_mou     | fu_mou    | fu_mou    | 5:05  |
| 4.        | 「グローリア」            | 井内舞子   | 井内舞子  | 井内舞子  | 4:55  |
| 5.        | 「明日、晴れるかな」      | IKU        | 中沢伴行  | 中沢伴行  | 4:49  |
| 6.        | 「OVER (ARISA ver.)」     | 六ツ見純代 | 井内舞子  | 中井伴子  | 5:20  |
| 合計時間: | 合計時間:                 | 合計時間:  | 合計時間: | 合計時間: | 30:22 |